# Закгейм, Александр Юделевич
Александр Юделевич Закгейм (10 февраля 1930 года, Москва, СССР — 27 января 2017 года, Москва, РФ) — советский и российский учёный, мыслитель и гуманист.

## Биография
Родился в Москве, в доме 31/33 на Новой Божедомке.
Отец — Юдель Рувимович Закгейм, преподаватель МГУ. Мать — Ольга Львовна Адамова-Слиозберг, экономист, работала в Главном управлении кожевенной промышленности при Наркомате лёгкой промышленности. Троюродный брат отца — Давид Соломонович Закгейм, председатель исполкома Ярославского городского Совета рабочих и солдатских депутатов (его именем названа улица в Ярославле).
В 1936 году родители А. Ю. Закгейма были арестованы по ложному доносу. Юдель Рувимович был обвинён в контрреволюционной деятельности, осужден и расстрелян. Ольга Львовна была арестована вслед за мужем, осуждена по статьям 58-8, 58-11 УК РСФСР и приговорена к восьми годам заключения и четырём годам поражения в правах с конфискацией имущества. Оба реабилитированы в 1956 году.
После ареста родителей Александра Юделевича и его сестру Эльгу взяла к себе сестра их матери, жившая в коммунальной квартире на улице Петровка вместе со своими родителями.
С июля 1941 года по сентябрь 1943 года находился в эвакуации в Петропавловске (ныне Казахстан) и Фрунзе (ныне Бишкек, Кыргызстан) вместе с семьей сестры его отца.
Окончил московскую школу № 70 с золотой медалью.
Ещё учась в школе, А. Ю. Закгейм занимался в физическом кружке при МГУ им. М. В. Ломоносова (руководитель кружка — М. М. Бонгард), и поэтому в 1948 году он подал документы для поступления на физический факультет Московского университета, но не был принят (вероятно, из-за того, что его родители были репрессированы). Он поступил в Химико-технологический институт им. Д. И. Менделеева. На следующий год его сестра тоже поступила в этот же институт.
Из-за болезни окончил МХТИ им. Д. И. Менделеева на год позже (в 1954 году, одновременно с сестрой), получив квалификацию «Инженер-технолог» по специальности «Технология неорганических веществ». Дипломную работу выполнял под научным руководством Ивана Николаевича Шокина.
Во время учёбы в институте окончил военную кафедру и получил воинское звание «лейтенант запаса» химических войск.
После получения диплома Александр Юделевич по распределению был направлен на работу в НИУИФ — научный институт по удобрениям и инсектофунгицидам имени Я. В. Самойлова. Эльга Юделевна была распределена на завод химических реактивов имени Войкова.
В НИУИФ А. Ю. Закгейм работал научным сотрудником под руководством Виталия Максимовича Рамма, одного из ведущих учёных в области процессов и аппаратов химической технологии, которого впоследствии считал своим учителем и о котором сохранил самые тёплые воспоминания.
В декабре 1959 года поступил в очную аспирантуру НИУИФ.
3 апреля 1963 года успешно защитил диссертацию на соискание степени кандидата технических наук.
В марте 1961 года женился на Ларисе Васильевне Тереховой, лаборантке из своей научной группы.
Проработав в НИУИФе 12 лет, А. Ю. Закгейм добился заметных научных результатов. Однако со временем он стал ясно понимать, что труду учёного-исследователя он предпочёл бы работу преподавателя.
В 1966 году по рекомендации Адриана Михайловича Розена, крупного исследователя в технологии редких элементов, А. Ю. Закгейм подал документы на конкурс в МИТХТ на преподавательскую должность. После собеседования с секретарём парткома МИТХТ Л. А. Серафимовым 31 декабря 1966 года он был утверждён в должности ассистента кафедры общей химической технологии, которую на тот момент возглавлял В. И. Ксензенко.
11 июня 1969 года утверждён в звании доцента той же кафедры.

Коллектив кафедры общей химической технологии (ОХТ) в 1967 году. А. Ю. Закгейм стоит третий справа

В МИТХТ на кафедре общей химической технологии (ОХТ) А. Ю. Закгейм создал курс математического моделирования химико-технологических процессов и написал для него учебное пособие, изданное в 1973 году и переизданное в 1982 и 2010 годах, получившее всеобщее признание инженеров и педагогов.
В отличие от многих других авторов книг, посвящённых математическому моделированию, где даже о простых вещах часто пишут наукоподобно и трудно воспринимаемо, А. Ю. Закгейм в своей книге пишет о сложных вещах просто и доступно, находя понятные аналогии и используя минимально необходимый математический аппарат.
В 1975—1977 году учился на философском факультете Университета марксизма-ленинизма МГК КПСС, который окончил с отличием.
29 ноября 1991 года ему было присвоено звание профессора по кафедре общей химической технологии МИТХТ им. М. В. Ломоносова.
Автор нескольких патентов на изобретения.
Проработал в МИТХТ им. М. В. Ломоносова 50 лет.
В последние годы А. Ю. Закгейм много занимался проблемами вузовской педагогики и гуманитаризации технического образования.
Объектом его живейшего интереса был вопрос взаимосвязи науки и искусства. Всю свою жизнь он воплощал идею, что только разносторонне развитый человек может достичь настоящих высот как в науке, так и в искусстве. Этой теме, в частности, посвящена его статья «Менделеев и Бородин».

Одна из причин, почему великий ученый добивается великих результатов, заключается в том, что он умеет поразительно много работать… Работа мозга человека складывается из двух вещей: логики и интуиции… И вот интуиция — это главное содержание искусства. Ученый, занимающийся искусством, обостряет свою интуицию и добивается больших результатов в своей науке…— Александр Юделевич Закгейм
Он был бессменным руководителем институтского гуманитарного семинара для преподавателей и студентов, ведя факультативный предмет «Методы творчества». По воспоминаниям участников этих семинаров, это была площадка, где учили думать, конструктивно спорить и аргументировать свою точку зрения. Параллельно вёл курс «Концепции современного естествознания» для студентов Российской академии музыки имени Гнесиных.
Умер 27 января 2017 года в Москве. Похоронен на Пятницком кладбище (11 участок).

## Литературное творчество
Печатался с 1965 года (рассказ «Соперник времени»). Известны его рассказы «Афраллер» (1992) и «Везучая» (1993).
Стихи и рассказы А. Ю. Закгейма опубликованы в журналах «Вестник высшей школы», «Химия и жизнь». Также является автором сборника сказок для детей.

## Личная жизнь и увлечения
Пел в студенческом хоре МХТИ, серьёзно увлекался поэзией и музыкой, интересовался живописью.
Со студенческих лет стал активным участником туристических походов. Тяжёлые марш-броски он одолевал наряду с самыми сильными своими товарищами, никогда не облегчая свой рюкзак за счёт других. Участниками походов становились как разделявшие его увлечение институтские друзья (в частности, Владимир Дмитриевич Тихомиров, будущий мастер спорта СССР, заслуженный путешественник России), так и признанные авторитеты в области туризма, такие как Вадим Евгеньевич Гиппентрейтер, многократный чемпион СССР по слалому и горным лыжам. Тесно общался с Е. С. Арцисом — мастером спорта СССР по туризму, председателем Центральной маршрутно-квалификационной комиссии.
В походах объехал множество регионов Советского Союза: посетил Урал, Кольский полуостров, Забайкалье (Кодар), Кавказ, Казахстан, Ферганскую долину, Туркмению и др.
Увлекался биологией и минералогией. Он водил родных и друзей в минералогический музей им. Ферсмана и сам рассказывал о свойствах того или иного минерала, зачастую собирая вокруг себя толпу заинтересованных его рассказами сторонних посетителей музея.
Убеждённый атеист.

## Семья
- Отец — Юдель Рувимович Закгейм (1898—1936).
- Мать — Ольга Львовна Адамова-Слиозберг (1902—1991).
- Сестра — Эльга Юделевна Силина (Закгейм) (род. 1931).
- Жена — Лариса Васильевна Терехова (род. 1939), многолетний научный сотрудник ВИНИТИ.
  - Дочь — Мария (1964—1997) — окончила МГПИ им. Ленина по специальности «Филология», работала в школе учителем русского языка и литературы. Рано умерла от тяжёлой болезни.
  - Сын — Владимир (род. 1968) — окончил РГУНГ им. Губкина по специальности «Прикладная математика».
  - Дочь — Елена (род. 1974) — окончила МГПИ им. Ленина по специальности «Социальная педагогика и психология».

## В воспоминаниях современников
Перед началом работы Александр Юделевич Закгейм всегда объяснял студентам важность поставленной перед ними задачи; изучение материала неизменно начиналось с подробной формулировки терминов и определений. Особое внимание он обращал на физическую сущность изучаемых явлений и на смысл перехода от физических представлений к математической модели, ясно понимая, что грамотно составленная математическая модель часто обеспечивает успех решения стоящей перед инженером задачи.
В преподавательской деятельности Александр Юделевич Закгейм старался стимулировать самостоятельную исследовательскую активность студентов, иллюстрируя рассматриваемые проблемы актуальными примерами и задавая аудитории нестандартные вопросы.
Для стиля научной, педагогической, популяризаторской и литературно-художественной деятельности А. Ю. Закгейма характерны поиск нестандартных подходов, парадоксальность, гуманитарность и вместе с тем выраженный, даже обостренный гуманизм.
Будучи скромным человеком, чутко чувствовал состояние души других людей и оказывал им действенную поддержку. Многие друзья, коллеги и даже студенты с благодарностью вспоминают о том, с каким вниманием он относился к людям, помогая им подчас не только в научных вопросах, но и в бедах «житейского порядка». Они всегда встречали с его стороны внимательное участие.

## Награды
- Медаль «В память 850-летия Москвы» (1997);
- Почётный работник высшего профессионального образования Российской Федерации (2000);
- Ветеран труда (2002);
- Альпинист СССР[18].

## Избранная библиография

3 издания книги А. Ю. Закгейма «Введение в моделирование химико-технологических процессов»

### Научные труды
- Закгейм А. Ю. Введение в моделирование химико-технологических процессов (учебное пособие). — М.: Химия, 1973. — (Химическая кибернетика) — 224 с.
- Закгейм А. Ю. Введение в моделирование химико-технологических процессов (учебное пособие). — 2-е изд., перераб. и доп.— М.: Химия, 1982. — (Химическая кибернетика) — 288 с., ил.
- Закгейм А. Ю. Введение в моделирование химико-технологических процессов (учебное пособие). — 3-е изд., перераб. и доп. — М.: Логос, 2010. — 304 с. — (Новая университетская библиотека). — ISBN 978-5-98704-497-1.
- Закгейм А. Ю. Понимание — проблема педагогики. — М.: ИПЦ МИТХТ, 1994.
- Закгейм А. Ю. Культура умственного труда. — М.: ИПЦ МИТХТ, 1997.
- Закгейм А. Ю. О творческом мышлении. — М.: ИПЦ МИТХТ, 2001.
- Закгейм А. Ю. Менделеев и Бородин (к 175-летию Д. И. Менделеева) // Вестник МИТХТ, 2009. — т. 4. — № 1. — с.15-21.
- Закгейм А. Ю. Системность — симметрия — эволюция в физике, химии, биологии. — М.: Либроком, 2019. — 206 с. — (Науку — всем! Шедевры научно-популярной литературы) — ISBN 978-5-397-06816-1

### Художественная литература
- Сборник «Фантастика 1965. Выпуск 1». — М., Молодая гвардия, 1965. — 69 с. — (Фантастика (МГ)) .
- Закгейм А. Ю. Что написалось. — М., АРТТекст, 1997. — 80 с. — ISBN 5-89236-005-9
- Закгейм А. Ю. Сказки для моих малышей. — М., 2005. — 218 с.
- Закгейм А. Ю. После семидесяти. — М., 2013. — 128 с.
- Закгейм А. Ю. Девятый десяток. — М., 2015. — 72 с.